# Hirticlytus comosus
Hirticlytus comosus là một loài bọ cánh cứng trong họ Cerambycidae.